# Miecz zabójcy demonów – Kimetsu no Yaiba
Miecz zabójcy demonów – Kimetsu no Yaiba (jap. 鬼滅の刃 Kimetsu no yaiba) – manga autorstwa Koyoharu Gotōge, publikowana na łamach magazynu „Shūkan Shōnen Jump” od lutego 2016 do maja 2020. Do grudnia 2019 sprzedała się w ponad 25 milionach egzemplarzy. Polski przekład mangi ukazał się nakładem wydawnictwa Waneko. 
Seria anime, za której adaptację odpowiada studio Ufotable, była emitowana od kwietnia do września 2019. Kontynuacja w formie filmu kinowego, zatytułowana Demon Slayer: Mugen Train, miała w japońskich kinach premierę w październiku 2020 i z miejsca stała się hitem. Drugi sezon emitowano od października 2021 do lutego 2022, a film kompilacyjny zatytułowany Demon Slayer: To the Swordsmith Village został wydany w lutym 2023. Emisja trzeciego sezonu trwała od kwietnia do czerwca 2023. Zapowiedziano powstanie czwartego sezonu. Anime zdobyło szereg nagród na Newtype Anime Awards 2019, w tym „najlepsze anime”. 

## Tło fabularne
Akcja rozgrywa się w Japonii, w okresie Taishō, gdzie tajna organizacja zwana Korpusem Zabójców Demonów od wieków prowadzi wojnę z posiadającymi nadnaturalne zdolności demonami, które pożerają niewinnych ludzi. Uśmiercać je można jedynie za pomocą broni wykonanych ze specjalnej rudy metalu zwanej "Nichirin", wystawiając je na bezpośredni kontakt z promieniami słonecznymi bądź aplikując im śmiertelną dawkę trucizny tworzonej z kwiatu glicynii japońskiej. 
Demony, przemienieni ludzie, posiadają nadnaturalną siłę, szybką regenerację a także unikalne moce zwane „Demoniczną Sztuką Krwi”. Nie starzeją się i są odporne na praktycznie wszystkie choroby. W przeciwieństwie do nich, zabójcy demonów to zwykli ludzie, używający technik oddychania zwiększających ich zdolności fizyczne. Techniki te łączą się w style odpowiadające podstawowym żywiołom takim jak woda i wiatr, ale i również innym motywom takim jak insekty czy węże. Najsilniejsi z zabójców demonów otrzymują tytuł „Filaru”, który można uzyskać uśmiercając łącznie pięćdziesiąt demonów bądź jednego należącego do „Dwunastu Demonicznych Księżyców” – grupy najsilniejszych z nich. 

## Fabuła
Po śmierci swojego ojca, Tanjirō Kamado, życzliwy i inteligentny chłopiec, stał się głową rodziny, składającej się z niego, jego matki i pięciorga rodzeństwa. Pewnego dnia, wracając do domu z okolicznej wioski, odkrywa, że jego rodzina została zaatakowana i brutalnie zamordowana przez demona. Tanjirō i jego siostra Nezuko są jedynymi osobami, które przeżyły incydent. Nezuko, mimo przemiany w demona, wykazuje oznaki ludzkich emocji i myśli. Na domiar złego bohaterowie spotykają zabójcę demonów i Filar – Giyū Tomiokę, który to chce zabić dziewczynę. Giyū zmienia jednak zdanie, gdy widzi, że rodzeństwo chroni się nawzajem. Wysyła je do swojego emerytowanego mistrza, Sakonji Urokodakiego, który zgadza się wytrenować Tanjirō na zabójcę demonów. Chłopak postanawia za wszelką cenę przywrócić Nezuko człowieczeństwo i pomścić swoją rodzinę.
Po dwóch latach wycieńczającego treningu, podczas którego Tanjirō uczy się stylu oddechu wody – jednego ze stylów technik oddychania, bohater uczestniczy w śmiertelnie niebezpiecznym egzaminie, którego zdanie czyni z niego pełnoprawnego zabójcę demonów.  
Pracując jako zabójca demonów Tanjirō regularnie otrzymuje zlecenia, w których wypełnieniu czasami pomaga mu Nezuko, noszona przez swojego brata w drewnianej, osłaniającej ją od światła słonecznego skrzynce. Jedna z jego misji zabiera go do dzielnicy Asakusa w Tokio, gdzie spotyka Muzana Kibutsujiego – pierwszego demona i protoplastę swojego gatunku, który zamordował rodzinę Tanjirō. Chłopakowi nie udaje się jednak pomścić swoich bliskich, ponieważ musi obezwładnić demona stworzonego przez Muzana, który zdecydował się uciec. Wtedy na miejsce przybywają Tamayo i Yushiro, dwa demony które jako jedne oprócz Nezuko są odporne na moce pozwalające Kibutujiemu na kontrolę stworzonych przez siebie potworów. Bohaterowie sprzymierzają się w celu stworzenia leku odmieniającego demony z powrotem w ludzi, jednak wyprodukowanie go wymaga dostarczenia Tamayo próbek krwi Dwunastu Demonicznych Księżyców, które zdobyć dla niej ma Tanjirō.  
W trakcie następnych zleceń Tanjirō poznaje Zenitsu Agatsumę oraz Inosuke Hashibirę, zabójców demonów, z którymi wspólnie staczają walkę z Ruim – jednym z Dwunastu Demonicznych Księżyców, który pokonuje bohaterów mimo ich wspólnych wysiłków. W trakcie tej bitwy Tanjirō odkrywa, że przekazywany z pokolenia na pokolenie w jego rodzinie tradycyjny taniec boga ognia może być zastosowany do walki z demonami. Na ratunek bohaterom przybywa Giyu i Shinobu Kocho którzy dobijają demony i zabierają Tanjirō do siedziby zabójców demonów, gdzie odbywa się dyskusja między filarami a liderem korpusu, Kagayą Ubuyashikina na temat tego, czy Nezuko powinna być zabita tak jak pozostałe demony czy pozostawiona przy życiu. Filar Wiatru – Sanemi Shinazugawa postanawia sprawdzić siłę woli Nezuko i najpierw przebija ją swoją kataną, a następnie rani się w rękę, by wystawić dziewczynę na działanie swojej krwi, która wywołuje u demonów efekt odurzenia. Mimo bólu i rosnącego u Nezuko głodu, dziewczyna odmawia zaatakowania Sanemiego i tym samym udowadnia, że nie stanowi żadnego zagrożenia, w związku z czym zostaje oszczędzona.   
Po śmierci Ruiego Muzan zabija część słabszych demonów z Dwunastu Demonicznych Księżyców, rozzłoszczony ich ciągłymi porażkami. Oszczędza jednak Enmu i rozkazuje mu znaleźć i zabić Tanjirō. W tym celu demon, używając demonicznej sztuki krwi, łączy swoje ciało z pociągiem, na którym znajduje się protagonista wraz z Zenitsu, Inosuke i Filarem Płomienia Kyojuro Rengoku. Z ich pomocą Tanjirō odcina głowę demonowi, równocześnie wykolejając pociąg. Na nieszczęście bohaterów, chwilę potem na miejsce przybywa Akaza – jeden z najsilniejszych demonów Dwunastu Demonicznych Księżyców. Jedynym który jest w stanie z nim skutecznie walczyć jest Rengoku, który ginie od poniesionych obrażeń, ratując jednak pozostałych zabójców demonów jak i pasażerów pociągu. Wraz ze wschodem słońca Akaza ucieka, obawiając się śmierci poprzez spalenie się w świetle dnia.    
Parę miesięcy później Tanjirō, Zenitsu oraz Inosuke zostają zrekrutowani przez Tengena Uzuia, który zabiera ich do Yoshiwary, słynnej dzielnicy czerwonych latarni, gdzie mają za zadanie dowiedzieć się co się stało z zaginionymi kobietami. Okazuje się, że sprawcą zniknięć są Daki i Gyutaro, demoniczne rodzeństwo i członkowie Dwunastu Demonicznych Księżyców, pożerające ludzi w Yoshiwarze od ponad stulecia. Po długiej bitwie zabójcom demonów udaje się odciąć potworom głowy. Uzui decyduje się przejść na emeryturę, ponieważ w trakcie walki utracił dłoń i oko.     
Po pobycie w szpitalu, następną lokacją do której udał się Tanjirō, jest wioska kowali, w której wytwarzane są miecze Nichirin. Zostaje ona zaatakowana przez Gyokko i Hantengu, czwartego i piątego najsilniejszego demona z Dwunastu Demonicznych Księżyców. Wraz z Genyą, młodszym bratem Filaru Sanemiego Shinazugawy, Muichiro Tokito, Filarem Mgły oraz Mitsuri Kanroji Filarem Miłości, protagoniście udaje się pokonać potwory. Na koniec bitwy wschód słońca zaskakuje Nezuko i Tanjirō, którzy przekonani są, że zabije on dziewczynę. Okazuje się jednak, że Nezuko wykształciła odporność na światło dnia, stając się pierwszym demonem odpornym na jego działanie i celem Muzana, który dowiedziawszy się o tym uznał, że wchłonięcie jej pozwoli mu na stanie się idealnym bytem.      
Tanjirō dowiaduje się, że tradycyjny taniec taniec boga ognia wywodzi się ze stylu oddechu słońca – techniki  walki stworzonej przez pierwszego i najpotężniejszego zabójcę demonów, który setki lat temu założył korpus. Bohater decyduje się zaadaptować tę technikę, aby skuteczniej walczyć z demonami. Kagaya Ubuyashikina obawiając się ataku Muzana decyduje się zorganizować dodatkowy trening dla wszystkich zabójców, który przygotuje ich do zbliżającej się konfrontacji z najgroźniejszymi demonami. Z kolei Tamayo, dzięki dostarczonych przez Tanjirō próbek krwi, tworzy serum, które przywróci Nezuko człowieczeństwo.       
Muzan decyduje się osobiście uśmiercić Kagayę, który przygotował się na tę okoliczność – lider korpusu detonuje bombę, popełniając samobójstwo ale i spowalniając Kibutujiego, który w tym samym czasie zostaje zaatakowany przez zabójców demonów. Zostają oni wciągnięci do Nieskończonego Zamku – demonicznej fortecy, która kontrolowana jest przez Nakime, jedną z najnowszych członkini Dwunastu Demonicznych Księżyców.      
Muzanowi udaje się uśmiercić Tamayo, ta jednak aplikuje mu truciznę, która sprawia, że staje się on podatny na ataki. W tym samym czasie zabójcy staczają bitwy z pozostałymi demonami, uśmiercając  Akazę, Domę, i Kokushibo – trzy najsilniejsze demony Dwunastu Demonicznych Księżyców. Życie tracą również Shinobu, Genya, and Muichiro. Dzięki truciźnie Tamayo, zabójcom udaje się pokonać Nakime i Kaigaku, tym samym zmuszając Muzana do opuszczenia Nieskończonego Zamku.       
Ostateczne starcie z Muzanem odbiera życie Gyomeia – Filaru Skały, Obanaia – Filaru Węży oraz Mitsuri. Również Tanjirō zostaje śmiertelnie ranny. Wspólne starania zabójców demonów uniemożliwiają Kibutujiemu znalezienie schronienia od wschodzącego słońca. Umierając, demon przekazuje Tanjirō resztkę swojej krwi, przemieniając go w demona, który tak jak jego siostra staje się odporny na działanie słońca. Potwór atakuje zabójców, jednak dzięki wspólnemu wysiłkowi i pomocy przemienionej już w człowieka Nezuko, bohaterom udaje się przywrócić Tanjirō człowieczeństwo.      
Po uśmierceniu Muzana, reszta demonów ginie, pozostawiając jednak Yushiro przy życiu, który decyduje się żyć w odosobnieniu jako malarz. Korpus zostaje rozwiązany, a Tanjirō i Nezuko wracają do swojego rodzinnego domu, zabierając ze sobą Zenitsu i Inosuke.       
W dziejącym się we współczesności epilogu dowiadujemy się, że potomkowie i równocześnie reinkarnacje członków korpusu wiodą spokojne, szczęśliwe i wolne od demonów życia.       

## Bohaterowie
- Tanjirō Kamado (jap. 竈門 炭治郎 Kamado Tanjirō)

Seiyū: Natsuki Hanae 
- Nezuko Kamado (jap. 竈門 禰豆子 Kamado Nezuko)

Seiyū: Akari Kitō 
- Zenitsu Agatsuma (jap. 我妻 善逸 Agatsuma Zenitsu)

Seiyū: Hiro Shimono 
- Inosuke Hashibira (jap. 嘴平 伊之助 Hashibira Inosuke)

Seiyū: Yoshitsugu Matsuoka 
- Giyū Tomioka (jap. 冨岡 義勇 Tomioka Giyū)

Seiyū: Takahiro Sakurai 
- Genya Shinazugawa (jap. 不死川 玄弥 Shinazugawa Genya)

Seiyū: Nobuhiko Okamoto 
- Sakonji Urokodaki (jap. 鱗滝 左近次 Urokodaki Sakonji)

Seiyū: Hōchū Ōtsuka 
- Sabito (jap. 錆兎)

Seiyū: Yūki Kaji 
- Makomo (jap. 真菰)

Seiyū: Ai Kakuma 
- Kagaya Ubuyashiki (jap. 産屋敷 耀哉 Ubuyashiki Kagaya)

Seiyū: Toshiyuki Morikawa 
- Kanata Ubuyashiki (jap. 産屋敷 かなた Ubuyashiki Kanata)

Seiyū: Shiori Izawa 
- Kiriya Ubuyashiki (jap. 産屋敷 輝利哉 Ubuyashiki Kiriya)

Seiyū: Aoi Yūki 
- Hotaru Haganezuka (jap. 鋼鐵塚 蛍 Haganezuka Hotaru)

Seiyū: Daisuke Namikawa 
- Kasugaigarasu (jap. 鎹鴉)

Seiyū: Takumi Yamazaki 
- Odō no oni (jap. お堂の鬼)

Seiyū: Hikaru Midorikawa 
- Teoni (jap. 手鬼)

Seiyū: Takehito Koyasu 

## Manga
Manga została napisana i zilustrowana przez Koyoharu Gotōge. Pierwszy rozdział pojawił się w 11. numerze magazynu „Shūkan Shōnen Jump”, wydanym 15 lutego 2016. Historia poboczna mangi została opublikowana w pierwszym numerze „Shōnen Jump GIGA” 19 lipca 2016. Ostatni rozdział ukazał się w tym magazynie 18 maja 2020. Wydawnictwo Shūeisha zebrało jej rozdziały w 23 tankōbonach, wydanych między 3 czerwca 2016 a 4 grudnia 2020.
Wydawnictwo Waneko ogłosiło, że posiada licencję na ten tytuł 6 grudnia 2019, pierwszy tom zaś wydano 18 marca 2020.

### Spin-off
Powstał spin-off składający się z dwóch rozdziałów, zatytułowany Kimetsu no yaiba: Tomioka giyū gaiden (jap. 鬼滅の刃 冨岡義勇外伝). Za scenariusz odpowiada Koyoharu Gotōge, natomiast ilustracje wykonał Ryōji Hirano. Pierwszy rozdział został opublikowany w 18. numerze czasopisma „Shūkan Shōnen Jump” wydawnictwa Shūeisha w 2019 roku. Manga opisuje losy Giyū Tomiokiego.
Powstała także w pełni kolorowa manga typu yonkoma w stylu super deformed, zatytułowana Kimetsu no aima! (jap. きめつのあいま！), której autorem jest Ryōji Hirano. Kolejne rozdziały ukazywały się od 7 kwietnia do 29 września 2019 w internetowym czasopiśmie „Shōnen Jump+” wydawnictwa Shūeisha.

## Light novel
Light novel zatytułowana Miecz zabójcy demonów: Kwiat szczęścia (jap. 鬼滅の刃 しあわせの花 Kimetsu no yaiba: Shiawase no hana) została opublikowana w Japonii 4 lutego 2019 roku. Opisuje ona losy Tanjirou i Zenitsu sprzed wydarzeń opisanych w mandze, a także krótkie opisy Aoi i Kanao. Pozycja zawiera również jeden rozdział z alternatywnego świata, w którym bohaterowie serii uczęszczają do zwykłego liceum. W Polsce ukazała się ona 25 listopada 2021 nakładem wydawnictwa Waneko.
Drugą książką jest Miecz zabójcy demonów: Jednoskrzydły motyl (jap. 鬼滅の刃 片羽の蝶 Kimetsu no yaiba: Katahane no chō) autorstwa Gotōge i Yajimy, która została opublikowana w Japonii 4 października 2019. Opisuje ona życie Shinobu i Kanae Kocho przed i zaraz po dołączeniu do zabójców demonów – po tym, jak Himejima Gyomei uratował im życie. Premiera w Polsce miała miejsce 23 maja 2023.
Trzecia light novel, zatytułowana Miecz zabójcy demonów: Wietrzny drogowskaz (jap. 鬼滅の刃 風の道しるべ Kimetsu no yaiba: Kaze no michishirube), koncentrująca się na postaci Sanemiego, została opublikowana 3 lipca 2020. Polska premiera odbyła się 4 grudnia 2023.

## Anime
Adaptacja w formie telewizyjnego serialu anime wyprodukowana przez studio Ufotable została ogłoszona w 27. numerze „Shūkan Shōnen Jump”, wydanym 4 czerwca 2018. Seria była emitowana od 6 kwietnia do 28 września 2019 w stacjach Tokyo MX, GTV, GYT, BS11. Anime wyreżyserował Haruo Sotozaki, a scenariusze napisali pracownicy Ufotable. Muzykę skomponowali Yuki Kajiura i Go Shiina, postacie zaprojektował Akira Matsushima, a za produkcję odpowiadał Hikaru Kondo. LiSA wykonała motyw otwierający „Gurenge” (jap. 紅蓮 華), natomiast motywem końcowym jest „from the edge” w wykonaniu FictionJunction i LiSA. Końcowym motywem 19. odcinka jest „Kamado Tanjirō no uta” (jap. 竈 門 炭 治郎 の う た) autorstwa Go Shiiny i Nami Nakagawy. Serial liczy łącznie 26 odcinków. W Polsce sezon ten jest dostępny za pośrednictwem serwisu Netflix.
Przedpremierowo pierwsze 5 odcinków było pokazywanych w Japonii przez dwa tygodnie od 29 marca 2019 pod tytułem Kimetsu no yaiba: Kyōdai no kizuna (jap. 鬼滅の刃 兄妹の絆).
28 września 2019, bezpośrednio po emisji 26. odcinka, zapowiedziano film kinowy zatytułowany Demon Slayer: Mugen Train (jap. 鬼滅の刃 無限列車編 Kimetsu no yaiba: Mugen ressha-hen) z tą samą obsadą, co przy serialu telewizyjnym. Produkcja jest bezpośrednią kontynuacją pierwszego sezonu, a jej premiera odbyła się w Japonii w 16 października 2020. W polskich kinach film ukazał się 9 grudnia 2022.
Pierwsza cześć drugiego sezonu, nosząca podtytuł Mugen Train Arc, jest telewizyjną adaptacją filmu kinowego rozszerzoną o oryginalny pierwszy odcinek, a także nowe animacje i muzykę. Była emitowana od 10 października do 28 listopada 2021. Emisja drugiej części, z podtytułem Entertainment District Arc, rozpoczęła się 5 grudnia 2021 i zakończyła godzinnym odcinkiem specjalnym, wyemitowanym 13 lutego 2022.
Pod koniec finału drugiego sezonu ogłoszono sezon trzeci noszący podtytuł Katanakaji no sato-hen. Premiera odbyła się 9 kwietnia 2023 wraz z emisją godzinnego odcinka specjalnego. Sezon zakończył się 70-minutowym odcinkiem specjalnym, wyemitowanym 18 czerwca tego samego roku.
Film kompilacyjny, zatytułowany Demon Slayer: To the Swordsmith Village (jap. 鬼滅の刃 刀鍛冶の里編 Kimetsu no yaiba: Katanakaji no sato-hen), obejmujący 10. i 11. odcinek drugiego sezonu oraz pierwszy odcinek sezonu trzeciego, miał swoją premierę w Japonii 3 lutego 2023. W Polsce produkcja ukazała się 11 marca 2023.
Po zakończeniu trzeciego sezonu zapowiedziano powstanie sezonu czwartego, który nosi podtytuł Hashira geiko-hen.

## Inne
Demon Slayer: Official Fanbook został wydany w lipcu 2019 i zawiera podstawowe informacje o kilku postaciach z serii.
Artbook, zatytułowany Miecz zabójcy demonów – Ogrom czasu – Artbook (jap. 鬼滅の刃 吾峠呼世晴画集―幾星霜― Kimetsu no yaiba Gotōge Koyoharu gashū ikuseisо), został wydany 4 lutego 2021. Polska premiera odbyła się 8 stycznia 2024.

## Odbiór

### Manga

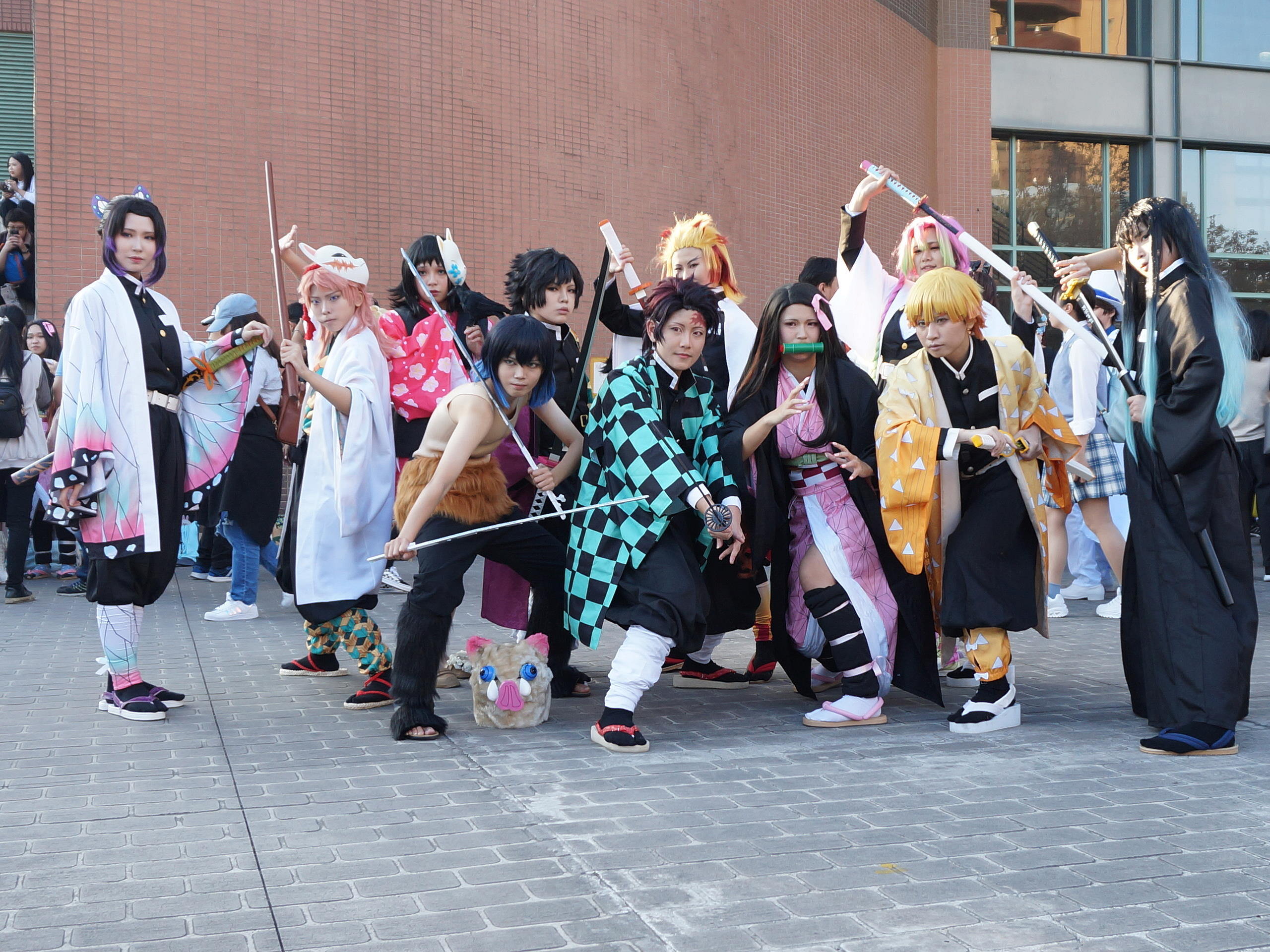
Cosplayerzy postaci z serii

Do lutego 2019 seria została wydrukowana w 3,5 miliona egzemplarzach, ponad 10 milionów na wrzesień 2019, ponad 20 milionów na listopad 2019 oraz ponad 25 milionów na grudzień 2019. Manga była jedną z najlepiej sprzedających się tytułów w 2019 roku. W listopadzie 2019 roku Shūeisha opublikowała informację, że Kimetsu no Yaiba była ich drugą najlepiej sprzedającą się mangą w okresie od listopada 2018 do listopada 2019 roku. Sprzedała się ona wówczas w 10,8 miliona egzemplarzach, ustępując tylko mandze One Piece autorstwa Eiichirō Ody, z 12,7 milionami sprzedanych egzemplarzy na ten sam okres. Niemniej jednak seria zajęła pierwsze miejsce w corocznym rankingu komiksów Oriconu w 2019 roku. Sprzedała się ona wtedy w ponad 12 milionów egzemplarzach, podczas gdy One Piece zajęło drugie miejsce z ponad 10,1 miliona egzemplarzy sprzedanych w tym samym okresie od listopada 2018 do listopada 2019. Oda pochwalił serię za to osiągnięcie.
Seria zajęła 14. miejsce na liście mang polecanych przez japońskich pracowników księgarni w 2017 roku. W 2018 roku zajęła 19 miejsce na liście najlepszych mang dla mężczyzn przygotowanej przez Kono manga ga sugoi!, a także 6 miejsce w 2019 roku. W tym samym roku Miecz zabójcy demonów zajął również 10 miejsce podczas 19. edycji „Książki roku” magazynu Da Vinci.

### Light novel
W 2019 roku Miecz zabójcy demonów: Kwiat szczęścia sprzedał się w 210 966 egzemplarzach, a Miecz zabójcy demonów: Jednoskrzydły motyl w 196 674. Obie powieści zajęły odpowiednio 3 i 4 miejsce w ogólnej tabeli rankingowej Oriconu. Łącznie tytuły te zajęły 10 miejsce w rankingu najlepiej sprzedających się light novel w 2019 roku z 406 640 sprzedanymi egzemplarzami.

### Anime
Anime zdobyło nagrodę Newtype Anime Awards 2019 w dziedzinie „najlepszego telewizyjnego anime”, „najlepszej męskiej postaci” (Tanjirou Kamado), „najlepszej postaci kobiecej” (Nezuko Kamado), „najlepszej piosenki przewodniej”, „najlepszego reżysera”, „najlepszego projektu postaci”, „najlepszego aktora głosowego” (Natsuki Hanae) i „najlepszej aktorki głosowej” (Akari Kitō).
Crunchyroll umieściło anime w rankingu najlepszych 25 anime dziesięciolecia, uzasadniając: „Od najwyższej klasy choreografii akcji, przez zaniżone (i czasem nie tak zaniżone) momenty emocjonalne, (...) Zabójca Demonów może być świetną pozycją do obejrzenia”. W plebiscycie Crunchyroll Anime Awards 2020 anime zwyciężyło w kategorii głównej „Anime roku”. Zdobyło również nagrody w kategoriach „Najlepsza postać męska” (Tanjiro Kamado) i „Najlepsza scena walki” (Tanjiro i Nezuko vs. Rui).
Film kinowy, będący kontynuacją anime, w ciągu 2,5 miesiąca od premiery wygenerował najwyższy jak dotąd przychód w historii japońskiego kina – 32,48 miliarda jenów. Tym samym zdetronizował film Studia Ghibli: Spirited Away: W Krainie Bogów, który przez 19 lat pozostawał najbardziej dochodową produkcją.